# The Sign of the Rose
The Sign of the Rose est un film américain réalisé par Harry Garson, sorti en 1922. 

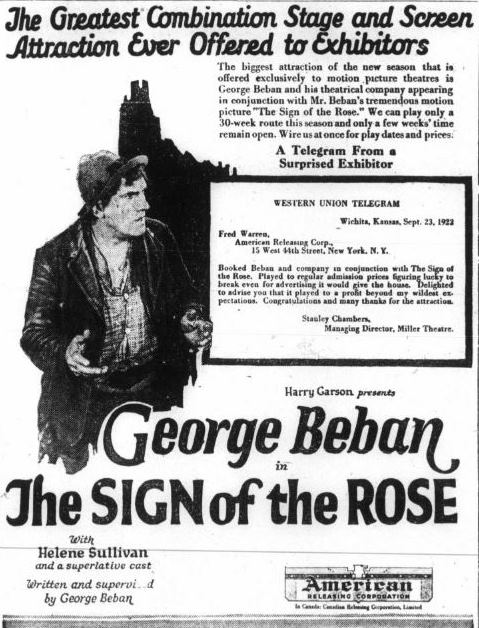
Annonce pour le film dans Variety.

C'est un remake du film de 1915 The Alien que George Beban avait écrit, et qui est une adaptation de sa pièce de théâtre en quatre actes.

## Fiche technique
- Réalisation : Harry Garson
- Scénario : George Beban, J.A. Brocklehurst, Coral Burnette, Carroll Owen
- Producteurs : George Beban, Harry Garson
- Photographie : Sam Landers
- Montage : Violet Blair
- Production : George Beban Productions
- Distributeur : American Releasing Corporation
- Durée : 60 minutes
- Date de sortie : 3 septembre 1922[2]

## Distribution

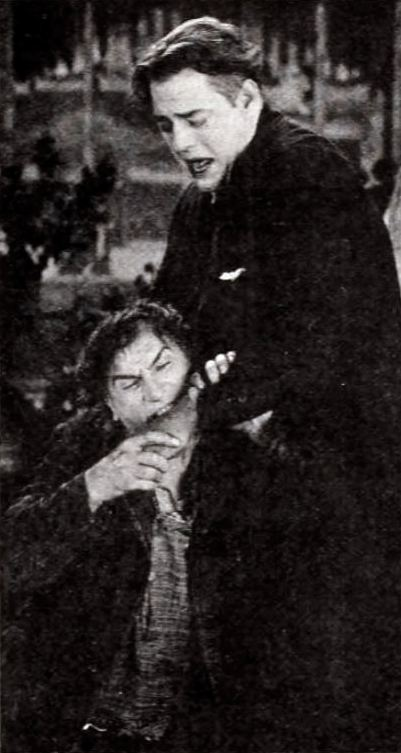
George Beban et Arthur Thalasso dans une scène du film.

- Helene Sullivan : Lillian Griswold
- Charles Edler : 	William Griswold
- Jeanne Carpenter :	Dorothy Griswold
- Gene Cameron : Philip Griswold
- Louise Calmenti :	Rosa
- Stanhope Wheatcroft :	Cecil Robbins
- Arthur Thalasso :	Detective Lynch
- George Beban : Pietro Balletti
- Dorothy Giraci :	Rosina Balletti
- M. Solomon :	Moses Erbstein

## Autour du film
Certaines photographies extraites du film sont exposées au Metropolitan Museum of Art